# مترجم ياندكس
مترجم ياندكس Yandex.Translate (سابقا Yandex.Translation) هو خدمة ويب تقدمها ياندكس، مخصص لترجمة النصوص وصفحات الويب إلى لغة أخرى.
تستخدم الخدمة الترجمة الآلية الإحصائية  ذاتية التعلم، التي طورها ياندكس. يبني النظام قاموسه إستنادا إلى تحليل الملايين من النصوص المترجمة. من أجل ترجمة النص، يقوم الكمبيوتر أولا بمقارنته مع قاعدة البيانات المكونة من الكلمات. ثم يقارن النص مع نماذج اللغة القاعدية، في محاولة لتحديد معنى التعبير في سياق النص.
ظهرت وظيفة الترجمة  التي توجد في صفحات نتائج البحث (تحت زر «ترجمة»)  في عام 2009 وتم إنشاؤها إستنادا إلى PROMT.
تم إنشاؤها في ويكيبيديا الروسية (الترجمة من اللغة الإنجليزية إلى اللغة الروسية).
وبالإضافة إلى ذلك، أُدمِج المترجم في متصفح ياندكس و الذي يقوم تلقائيا بترجمة النصوص من اللغات الأجنبية المدعومة.

## اللغات المدعومة
كان المترجم عند إطلاقه في وضع بيتا في ربيع عام 2011،  متاحا فقط بثلاث لغات — الإنجليزية، الروسية والأوكرانية، بحدود 10000 حرف.
أصبحت الترجمة متاحة بِـ 90 لغة إعتبارا من كانون الثاني / يناير 2017:
1. لغة أفريقانية
2. الألبانية
3. الأمهرية β
4. العربية
5. الأرمنية
6. الأذربيجانية
7. Basque
8. Bashkir β
9. البيلاروسية
10. البنغالية β
11. البوسنية
12. البلغارية
13. الكاتلونية
14. Cebuano
15. الصينية
16. الكرواتية
17. الشيكية
18. الدانماركية
19. الهولندية
20. Elvish (Sindarin) α
21. الإنجليزية
22. إسبرانتو
23. الإستونية
24. الفينلندية
25. الفرنسية
26. Galician
27. الجورجية
28. الألمانية
29. اليونانية
30. Gujarati
31. لغة كريولية هايتية
32. العبرية
33. Hill Mari β
34. الهندية
35. النمساوية
36. الأيسلندية
37. الأندونيسية
38. الإيرلندية
39. الإيطالية
40. اليابانية β
41. Javanese
42. لغة كنادية
43. الكازاخية
44. الكورية
45. Kyrgyz β
46. اللاتينية
47. Latvian
48. الليتوانية
49. المقدونية
50. Malagasy
51. Malay
52. لغة ماليالامية
53. المالطية
54. Maori
55. Marathi
56. Meadow Mari β
57. المنغولية β
58. النيبالية
59. النرويجية
60. بابيامنتو β
61. الفارسية
62. البولندية
63. البرتغالية
64. Punjabi
65. الرومانية
66. الروسية
67. لغة غيلية اسكتلندية
68. الصربية
69. Sinhalese
70. السلوفاكية
71. السلوفينية
72. الإسبانية
73. Sundanese
74. السواحلية
75. السويدية
76. Tagalog
77. التاجكية β
78. Tamil β
79. التاتارية β
80. Telugu
81. التايلندية
82. التركية
83. Udmurt β
84. الأوكرانية
85. الأوردو
86. الأوزباكية β
87. الفيتنامية
88. Welsh
89. Xhosa β
90. لغة يديشية

يتحدد إتجاه الترجمة تلقائيا. هناك إمكانية ترجمة كلمات منفردة ونصوص كاملة وصفحات ويب. يُظهِر النظام نافذة منبثقة عندما تُدخِل النص يدويا. توجد إمكانية إظهار  نافذة مزدوجة لعرض الترجمة وصفحات الويب الأصلية. بالإضافة إلى الترجمة الآلية، يوجد أيضا قاموس كامل إنجليزيي-روسي وروسي-إنجليزي متاح للإطلاع. كما يوجد تطبيق على أجهزة iOS ،  ويندوز فون وأندرويد. يمكنك أيضا الإستماع إلى نطق الترجمة والنص الأصلي (تصنيع صوت أنثى).
يمكن إضافة ترجمات الجمل والكلمات  إلى القائمة «المفضلة» — إلى الأسفل من حقل الإدخال.

## القيود
لِمترجم ياندكس حدود مثل باقي أدوات الترجمة الآلية. هدف هذه الأداة هو مساعدة القارئ على فهم المعنى العام للنص المكتوب بلغة أجنبية، ولكنها لا توفر ترجمة دقيقة. وفقا لرئيس قسم الخدمة، Alexei Baitin، لا يمكن مقارنة الترجمة الآلية بنص أدبي. وهم يعملون بإستمرار على تحسين جودة الترجمة، وتطويرها لتشمل لغات أخرى.

## منهجية الترجمة
وفقا Arkady Volozh، آلية الترجمة هي كما يلي:
بالإضافة إلى نسخة مجانية للمستخدمين، يوجد مترجم واجهة برمجة تطبيقات تجاري على الإنترنت (مجاني إلى غاية 10 ملايين حرف، ثم بالدفع)، يهدف في المقام الأول على توطين مواقع المحلات التجارية على الإنترنت وشركات السفر.

## الميزات
- التطبيق المحمول على iOS هو متاح للنقحرة باللغات العربية، الأرمينية، الصينية (بينيين)، الجورجية، اليونانية، العبرية، اليابانية، الكورية والفارسية؛ [12]
- إدخال الصوت؛
- ميزة ترجمة النصوص الموجودة على الصور (باستخدام تكنولوجيا OCR (التعرف الضوئي على الحروف)) - في تطبيقات الهواتف النقالة؛ [13]
- زر «أقترح ترجمة» (مساهمة المستخدم في تحسين جودة الترجمة الآلية);
- قسم «المفضلة»، حيث يمكنك إضافة ترجمة الكلمات والجمل؛
- لوحة مفاتيح إفتراضية.